# Willie Veenstra

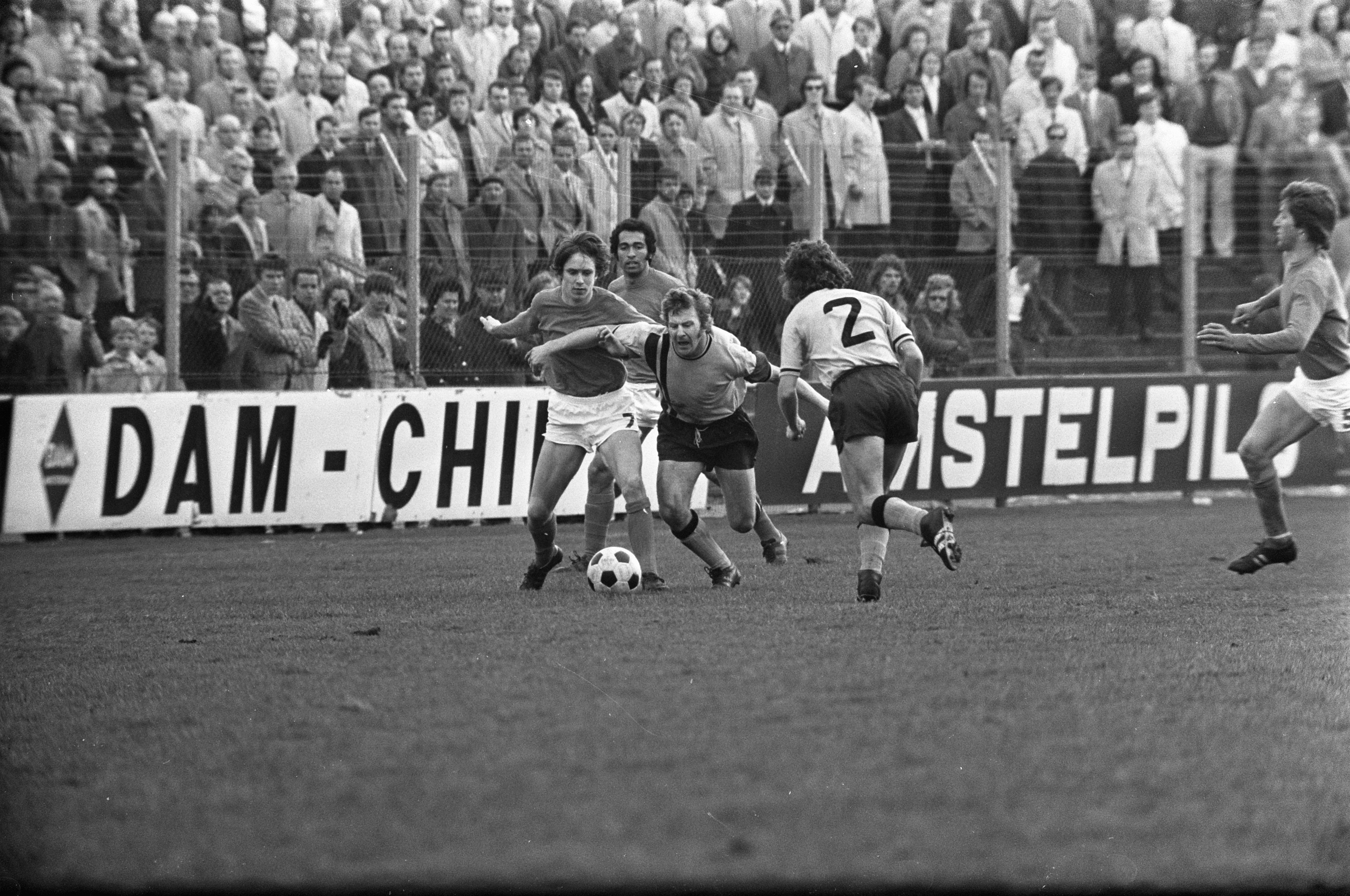
Veenstra op het veld namens Vitesse (nummer 2)

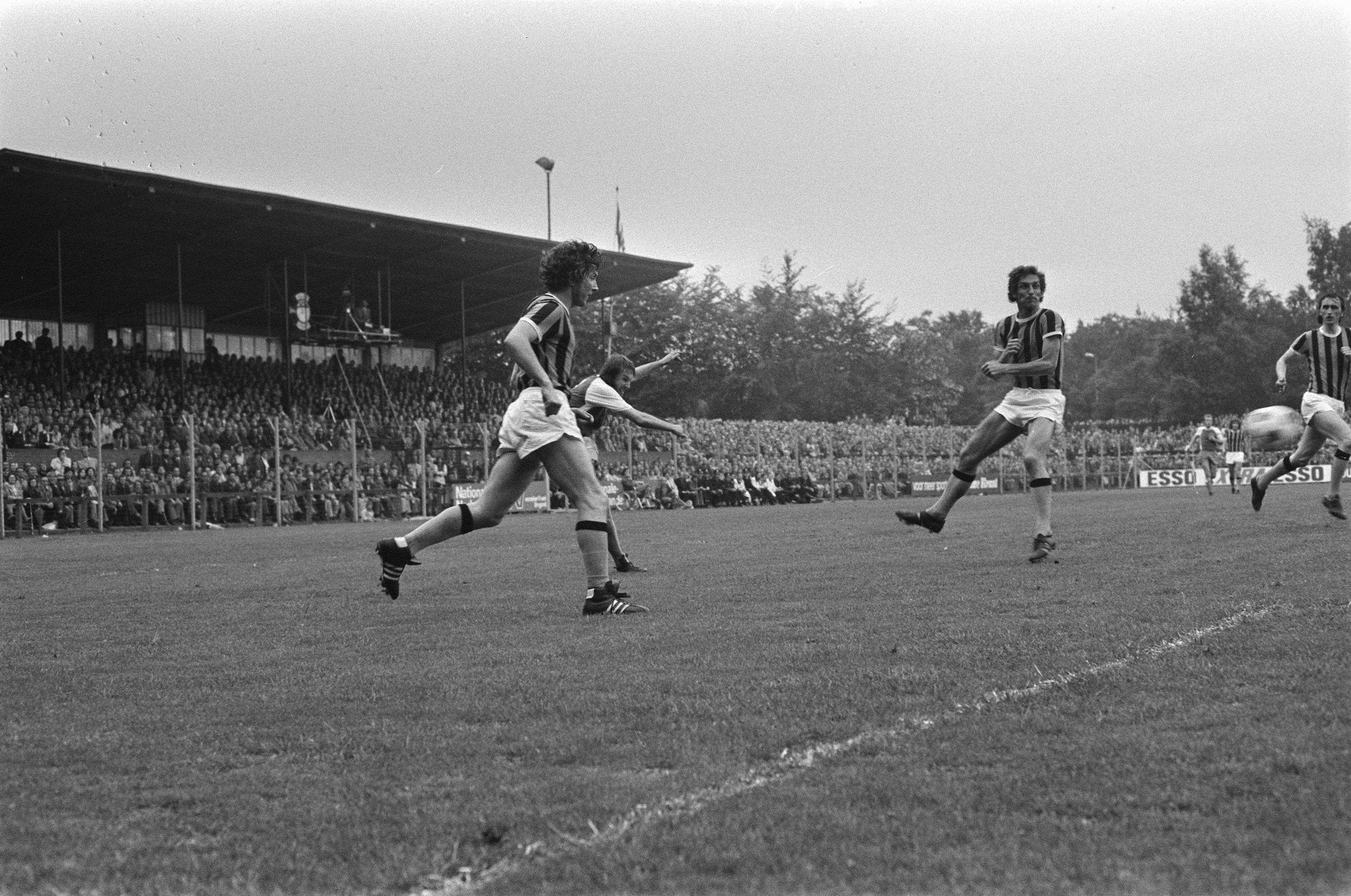
vlnr: Willie Veenstra (voor), Gerdo Hazelhekke (achter, voor Wageningen), Gerard Somer en Ben Bosma.

Willie Veenstra (Elden, 2 oktober 1947 – Gennep, 28 januari 2024) was een Nederlands voetballer die doorgaans als middenvelder speelde. Hij stond onder contract bij Vitesse.
Op de datum van het tachtigjarige jubileum van Vitesse, in het seizoen 1971/72 degradeerde Veenstra met de Arnhemse club na een 3–2 nederlaag tegen N.E.C.. Veenstra was een van de doelpuntenmakers in het verloren thuisduel.
Op 20 december 2017 werd Veenstra benoemd tot “Zilveren Vitessenaar”.
Hij was tot 2011, naast zijn werk als cv-monteur, actief als trainer in het amateurvoetbal, onder meer bij Sportclub N.E.C. en RKSV Milsbeek.
Voetballer Jan Veenstra was een broer van hem. Willie Veenstra overleed in januari 2024 en werd 76 jaar.